# Dmitry Dolgopyat
Dmitry Dolgopyat (1972) é um matemático russo-estadunidense, professor da Universidade de Maryland, conhecido por seu trabalho sobre sistemas dinâmicos.
Obteve um doutorado na Universidade de Princeton em 1997, orientado por Yakov Sinai, com a tese On Statistical Properties Of Geodesic Flows On Negatively Curved Surfaces.
Foi palestrante convidado do Congresso Internacional de Matemáticos em Madrid (2006).
Recebeu o Prêmio Michael Brin em Sistemas Dinâmicos de 2009, por suas contribuições fundamentais à teoria da dinâmica hiperbólica.